# Raadhuisbrug (Harlingen)
De Raadhuisbrug is een draaibrug in de Friese havenstad Harlingen. De brug is een rijksmonument.
De ijzeren voetbrug voor het raadhuis van Harlingen aan de Noorderhaven is in 1878 gebouwd. De onderbouw is gemaakt door de firma G. Anema en de bovenbouw door de firma H. Dalhuizen te Kampen. Op de brug staan vier lantaarnpalen.
De brug is in 2024-2025 gerestaureerd. De brug kreeg nieuwe kleuren gebaseerd op historisch onderzoek. 

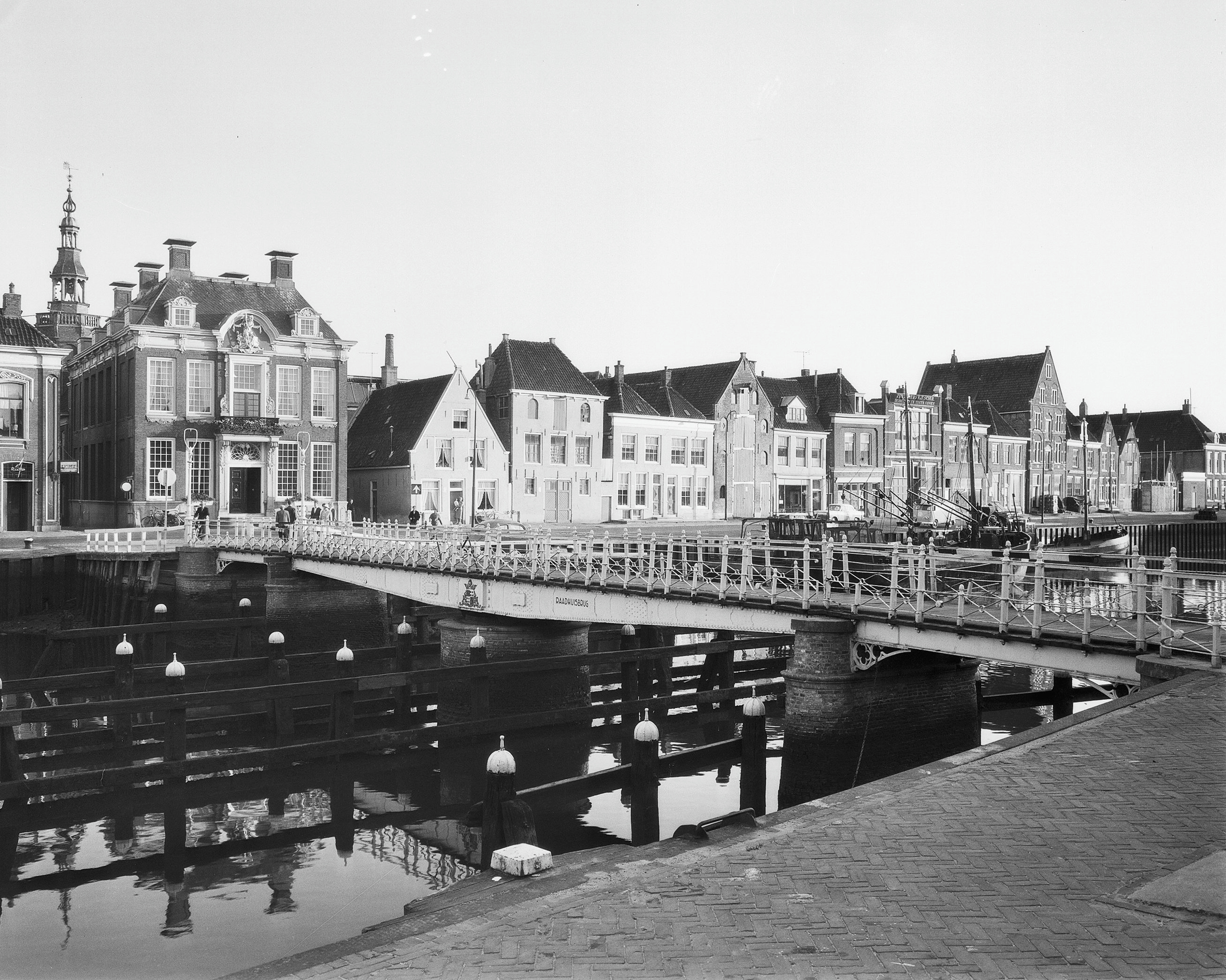
de brug in 1960
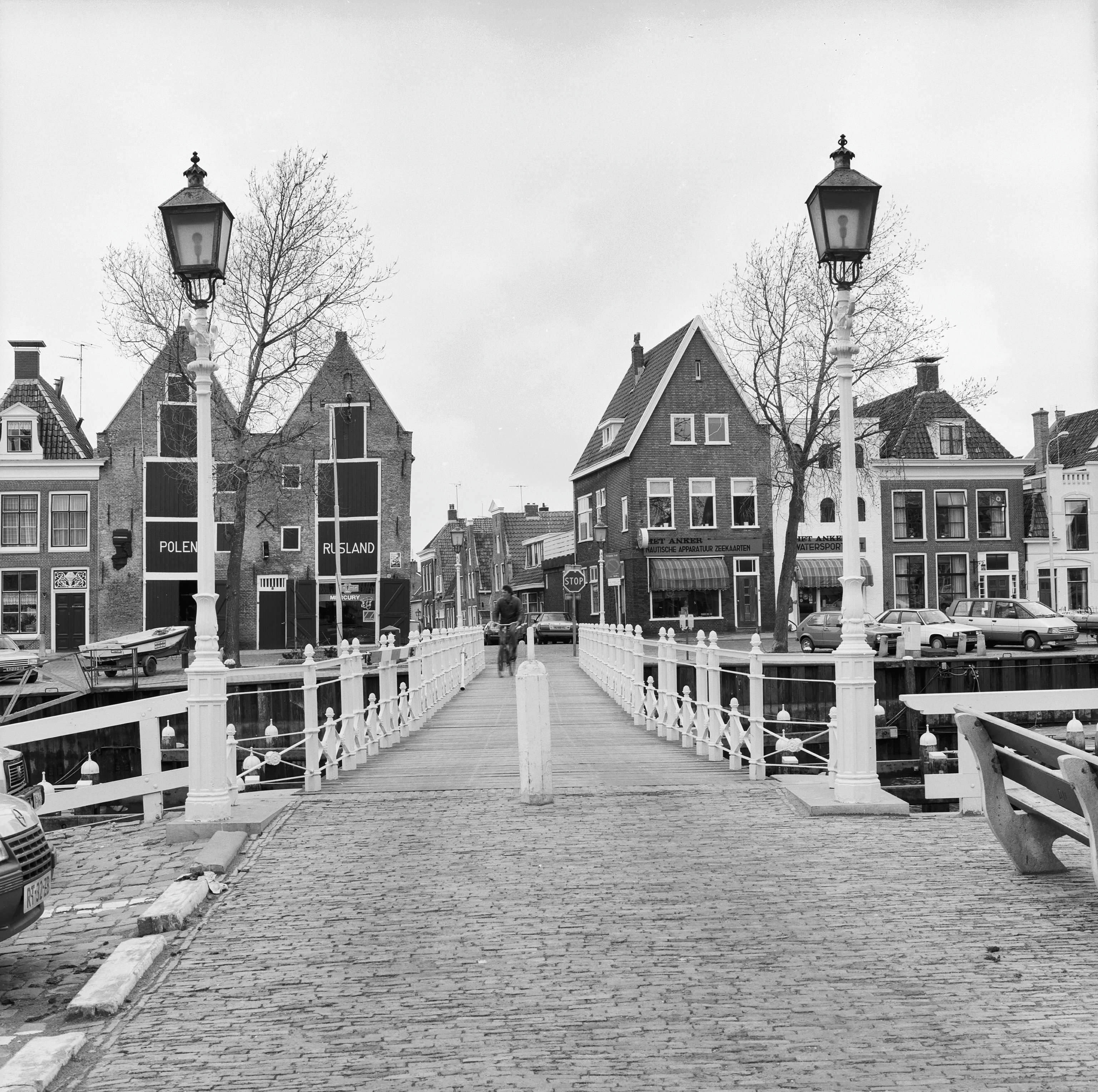
de brug in 1987